# Victor Togliani
Victor Togliani (Milano, 21 febbraio 1951) è un illustratore, scenografo, cantante e scultore italiano specializzato in fantascienza e fantasy. Lavora per la pubblicità, l’editoria, il cinema, la televisione e la discografia. Ha inciso dischi con il nome di Barnaba.

## Biografia
Togliani nasce a Milano il 21 febbraio 1951. Dopo aver studiato al liceo classico, s'iscrive all'Accademia di Brera di Milano insegnando in seguito psicologia della visione, anatomia e illustrazione. Come illustratore ha lavorato per Coca-Cola, Agip, Carlsberg, General Electric, Caterpillar, Zenith, Lumberjack, GiòStyle, Delchi, Alessi, Weight Watchers, Campari, Mecanorma, Apple, Barilla, Ford, Kraft Foods, F.I.V. Edoardo Bianchi e Seagram. Ha disegnato copertine e illustrazioni per Saar, Baby Records, Koch Records, BMG Ariola, Messaggerie Musicali, Ricordi, Ariston Records, De Agostini, Fabbri Editori, Arnoldo Mondadori Editore (copertine di Segretissimo), Alberto Peruzzo Editore, Editrice Nord e Harmony. Come costumista in pubblicità televisive per i marchi Nesquik, Geox, Fabbri Editori, Matchbox, Kinder, Euronics, OSRAM e Rondò Veneziano (per la promozione di Rondò 2000). Ha realizzato sigle per i programmi Risatissima (Canale 5), La luna nel pozzo (Italia 1), La giostra (Rete 4).
Nel 2010, durante Cartoomics, gli è stato assegnato il terzo Premio Carlo Jacono dedicato al migliore illustratore italiano.

## Copertine
Victor Togliani ha disegnato, alternandosi ad Angus McKie, alcune storiche illustrazioni per le copertine dei Rondò Veneziano, ensemble di musica ideato da Gian Piero Reverberi. Anche il primo logo del gruppo è dello stesso Togliani:
- 1980 - Rondò veneziano (Baby Records)
- 1990 - The Genius of Vivaldi (BMG Ariola)
- 1991 - Prestige (Baby Records-Cleo Music AG)[5]
- 1991 - Magica melodia (Baby Records-Cleo Music AG)
- 1992 - Rondò 2000 - The Best of Rondò Veneziano (Baby Records-Cleo Music AG)[6]
- 1996 - The Best of Rondò Veneziano - Vol. 1 (BMG Ariola)
- 1997 - Via dell'amore (BMG Ariola)
- 1998 - Zodiaco - Sternzeichen (Koch International)
- 1999 - Attimi di magia - Magische Augenblicke (Koch International)
- 1999 - Honeymoon - Luna di miele (Koch Records)
- 2000 - La storia del classico (Koch Records)[7]
- 2001 - Papagena (Baby Records International-Cleo Music AG)
- 2001 - Vénitienne (Baby Records International-Cleo Music AG)
- 2002 - La piazza  (Baby Records International-Cleo Music AG)
- 2002 - Concertissimo (Baby Records International-Cleo Music AG)
- 2005 - 25 - Live in Concert (Cleo Music AG)[8]

Altre copertine sono quelle di:
- 1999 - Mixage (La colonna sonora della tua estate) (Baby Records International)

## Discografia
- 1980 - Barnaba

## Filmografia
Nel 2001 è stato direttore artistico del film d'animazione Aida degli alberi. Ha realizzato le scenografie dei lungometraggi L'eroe dei due mondi, Chi ha paura?, le scenografie di corti e videoclip musicali per i Rondò Veneziano. Ha curato il mecha design di Nirvana di Gabriele Salvatores.

## Opere
- Funzioni non verbali. Vivere giocando con una matita in tasca, Asola, Gilgamesh Edizioni, 2002, ISBN 978-88-97469-61-2
- DAG DA.RI, Oakmond Publishing, 2020, ISBN 978-39-62072-18-6